# Alcatel
Pour les articles homonymes, voir Alcatel (homonymie).
Alcatel (acronyme d'Alsacienne de constructions atomiques, de télécommunications et d'électronique) est une entreprise française spécialisée dans le secteur des télécommunications, active entre 1963 et 2006. Elle fusionne avec Lucent Technologies au mois de décembre 2006 pour devenir Alcatel-Lucent, qui est rachetée par Nokia en 2015, et n'a plus d'existence propre en 2016.
À l'origine, une petite entreprise basée à Mulhouse et appartenant au groupe SACM (Société alsacienne de constructions mécaniques) qui concevait et fabriquait des équipements de télécommunications, elle fut absorbée en 1968 par la Compagnie industrielle des télécommunications (CIT) menant à la création de CIT-Alcatel, filiale de la Compagnie générale d'électricité (CGE) conglomérat présent dans plusieurs secteurs économique industriels de premiers plans. Entre 1968 et 1998, aucune entreprise ne porte le nom unique Alcatel, qui est alors associé à CIT.
En 1988, ITT Corporation cède ses activités télécommunications européennes à la CGE. Alcatel (NV) devient numéro 2 mondial des équipementiers de télécommunications.
En 1991, la CGE contrôlant Alcatel et Alsthom prend le nom Alcatel-Alsthom pour une raison d'image. En 1998 après avoir rendu son indépendance à Alstom et son recentrage sur les télécommunications Alcatel-Alsthom prend le nom Alcatel.
Alcatel est dès lors l'un des leaders mondiaux dans la fourniture de commutateurs téléphoniques numériques (série E10 par exemple pour Alcatel CIT), de câbles de transmission sous-marins, d'infrastructures mobiles (GSM, GPRS, UMTS), d'applications de réseaux intelligents, d'applications de centre d'appel, d'applications vidéo (fixe et mobile) ainsi que de satellites et de charges embarquées. C'était aussi le leader mondial des marchés des réseaux optiques, des équipements d'accès DSL et des routeurs ATM et IP.
Alcatel fournissait aussi des services à ses clients, depuis la conception de réseaux jusqu'à l'exploitation de ceux-ci, en passant par la fabrication des équipements, le déploiement, l'intégration et l'installation. En 2005, Alcatel était présent dans plus de 130 pays, avec un chiffre d'affaires de 13,1 milliards d'euros.

## Histoire

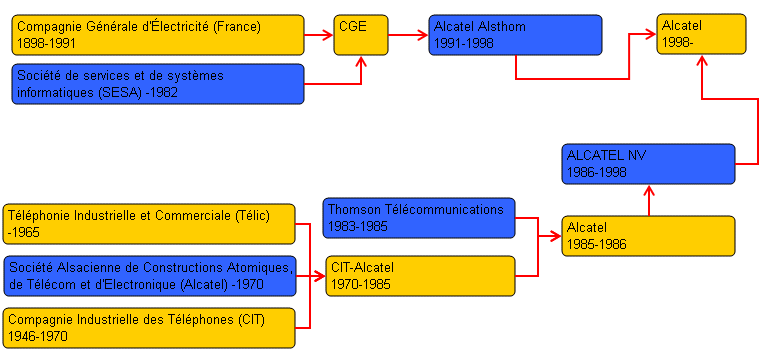
Schéma des acquisitions et fusions liées à l'histoire d'Alcatel.

### Origines

#### Compagnie générale d'électricité
Le 31 mai 1898, la Compagnie générale d'électricité (CGE), est créée par Pierre Azaria et Paul Bizet avec Charles Herbault comme président. Pierre Azaria est alors administrateur délégué et Paul Bizet devient directeur général. L'ambition est de concurrencer des sociétés telles que AEG, Siemens ou General Electric.
En 1913, la Compagnie générale d'entreprises électriques (CGEE) est créée en tant que filiale de la CGE. En 1914, un nouveau siège social de la CGE est inauguré, au 54 rue La Boétie, Paris. En 1925, la CGE absorbe la Compagnie générale des câbles de Lyon (la marque Les Câbles de Lyon étant préservée). En 1930, la CGE prend le contrôle de la Société des accumulateurs fixes et de traction (Saft). En 1946, la Compagnie industrielle des téléphones (CIT), filiale de la CGE est créée.
En 1959, le centre de recherche de Marcoussis commence ses activités. En 1965, CGE acquiert la Téléphonie Industrielle et Commerciale (Télic). En 1966, les accords CGE-Hispano-Alsacienne sont signés.

#### Société alsacienne de constructions mécaniques
En 1872, naît la Société alsacienne de constructions mécaniques (SACM), par la fusion des Ateliers André Koechlin et Cie et de la Société anonyme de Graffenstaden.
En 1945, un département spécifique « électronique et télécommunications » est créé, remplacé en 1956 par le département ENTE (énergie nucléaire, télécommunications, électronique),. En 1956, est créée à Lille la Société lilloise de mécanique et d'électronique appliquée (Solméa), dont les installations du boulevard de Belfort sont transférées en 1962 à Marcq-en-Barœul, sur le site du Château Rouge.
En 1963, sont regroupées sur site du Château Rouge la Société alsacienne d'électronique et de mécanique appliquée (Saéma, filiale de la SACM), le département ENTE et la Solméa pour constituer la Société alsacienne de constructions atomiques et de télécommunications (Alcatel).

### Création d'Alcatel
En octobre 1963, c'est la naissance réelle d'Alcatel, présidée par le polytechnicien Robert Julia : sont regroupées, dans cette même usine du Château Rouge à Marcq-en-Barœul, la Société alsacienne d'électronique et de mécanique appliquée (Saéma, filiale de la SACM), le département ENTE et la Solméa pour constituer la Société alsacienne de constructions atomiques et de télécommunications, désormais baptisée Alcatel.
Alcatel regroupe alors six activités de diversification « qui ont grandement prospéré » depuis leur création 17 ans plus tôt. Dans les automatismes qu'elle a développés pour la Marine nationale, un système de guidage pour missiles balistiques, qu'Alcatel utilisera surtout pour piloter les machines-outils à commande numérique. L'un des six départements, « Automatisme et traitement de l'information », a aussi comme projet des « automatismes », mais « pour les manipulations de combustibles nucléaires dans les centrales EDF, à base de tambours magnétiques SEA fournissant les ordres et les messages au personnel ». Autre projet, lancé lui en 1965, l'Alcatel 2412, calculateur industriel doté d'un logiciel dédié et de circuits issus des travaux pour EDF, mais rapidement abandonné en raison d'un accord avec la CII, qui en échange laisse à Alcatel les mains libres en matière de machines-outils à commande numérique (1 500 vendues en France, et 2000 en URSS).
La société fait ainsi partie de la nébuleuse de nombreux fournisseurs de l'État français concernés par les réflexions du Plan Calcul annoncé fin 1966.
Mais en 1970, Alcatel, qui affiche déjà 300 millions de francs de ventes annuelles, passe dans l'orbite de la CGE, car Robert Julia prend sa retraite et Ambroise Roux, patron de la CGE, souhaite la recentrer "sur les techniques de l'automatisme, et surtout du téléphone" en la fusionnant avec la CIT.

### Intégration à la CGE d'Alcatel et Alsthom (1960–1969)
En 1968, la SACM cède l'ensemble des activités d'Alcatel à la CGE. En 1970, elle est fusionnée avec la CIT (qui prend le nom de CIT-Alcatel) qui intègre l'usine de Marcq-en-Barœul au département « transmissions », avec le développement de l'infrastructure téléphonique en France. En 1969, la CGE devient l'actionnaire majoritaire d'Alsthom, entreprise fabricant des locomotives et des moteurs créée en 1928 par le rapprochement de la Société alsacienne de constructions mécaniques et de la Compagnie française pour l'exploitation des procédés Thomson-Houston. Il s'agit alors de se positionner sur le train à grande vitesse TGV 001 d'Alsthom, qui va sortir en 1972. En 1970, Ambroise Roux, vice-président du CNPF depuis janvier 1966, devient président de la CGE. L'année de sa nomination, en 1970, la CIT et Alcatel fusionnent, et le premier autocommutateur temporel est mis en service à Lannion (Côtes-d'Armor), le Platon. Il sera suivi en 1972 des commutateurs numériques.
En 1971, la CGE prend le contrôle de la Société générale d'entreprises (génie civil, bâtiment, travaux industriels, service électrique), désormais Vinci. La CGEE est rebaptisée CGEE-Alsthom. En 1972, le train à grande vitesse TGV 001 (Alsthom), sorti en 1972, atteint 318 km/h. En 1974, la CGE créée deux filiales, Electrobail, spécialisée dans les opérations de crédit-bail, et la Slet, Société de location d'équipements téléphoniques privés.
En 1976, Alsthom absorbe les Chantiers de l'Atlantique, qui devient Alsthom-Atlantique. Alsthom-Atlantique étant contrôlé en totalité par la CGE. La Générale de services téléphoniques (GST) est créée, à la suite de la prise de contrôle de trois sociétés d'installation téléphonique. C'est aussi l'époque du début des surfacturations aux PTT puis à France Télécom. En 1978, sa filiale GST fait des acquisitions. En 1979, la société Téléphonie industrielle et commerciale est créée, elle est chargée de commercialiser les produits de Telic et de CIT Alcatel. En 1979, CGE prend une participation de 34 % au capital de Locatel, qui fournit au groupe CGE un réseau de 1 000 points de vente.
En 1981, le TGV bat le record du monde de vitesse sur rail avec 380 km/h (rame no 16). En 1990, la rame no 325 portera ce record à 515 km/h. En 1982, CGE est nationalisée ; Ambroise Roux démissionne mais restera président d'honneur de la CGE jusqu'à son décès, en 1999. Jean-Pierre Brunet devient président de la CGE, qui prend le contrôle de la Sesa (SSII). Le groupe compte alors 210 000 salariés. En 1983, les activités de télécommunications publiques et de communication d'entreprise de Thomson-CSF sont regroupées au sein d'une société de portefeuille Thomson Télécommunications. En 1983, dans le cadre des accords CGE-Thomson, les sociétés Thomson Jeumont Câbles et Kabeltel sont acquises par les Câbles de Lyon. En 1983, La Transac est cédée à Bull, alors que ses effectifs dépassent 1 100 personnes. En 1984, Georges Pébereau devient président de la CGE.

### Privatisation de la CGE (1985–1990)
En 1985, Alsthom-Atlantique prend la dénomination Alsthom. La même année, CIT-Alcatel et Thomson Télécommunications fusionnent ; la nouvelle société est dans un premier temps appelée Alcatel-Thomson puis prend le nom d'Alcatel (25 milliards de francs de chiffre d'affaires et environ 45 000 salariés) sous la houlette de la Compagnie générale d'électricité (CGE). Toujours en 1985, CGE annonce 4 500 suppressions d'emplois, dont des licenciements « secs », ce qui est inédit pour un groupe nationalisé placé sur un « secteur d'avenir ». En 1986, Pierre Suard accède à la présidence du groupe. CGE entre à hauteur de 40 % dans le capital de Framatome. Les Câbles de Lyon deviennent une filiale d'Alcatel. En 1987, la CGE est privatisée. La Générale occidentale de Jimmy Goldsmith est acquise, détenant notamment L'Express. Alsthom participe à l'équipement du réseau TGV Atlantique et prend la tête du consortium d'entreprises françaises, belges et anglaises chargées du réseau nord du TGV. Le groupe est aussi présent dans des sociétés travaillant dans le secteur du logiciel informatique. La Sociétés de Services en Ingénierie Informatique (SSII) Société d'étude des systèmes d'automation (SESA) est vendue au groupe Cap Gemini Sogeti qui était déjà son actionnaire. La Générale de service informatique (GSI) sera cédée à ses salariés. Le groupe conserve les SSII TITN, Anware et ISR.
En 1988, Alcatel NV, une société de droit néerlandais, est créée, à la suite de l'accord conclu avec ITT Corporation qui cède ses activités télécommunications européennes à la CGE. Ce sont, en particulier, la filiale allemande : SEL (Standard Elektrik Lorenz), la filiale belge : Bell et la filiale espagnole : Sesa. La société choisit l'anglais comme langue de travail internationale. Alcatel NV est no 2 mondial des équipementiers télécoms. En 1989, Alsthom fusionne avec la branche GEC Power Systems du groupe britannique General Electric Company, la nouvelle entité, GEC Alsthom, est une coentreprise franco-britannique, filiale commune de GEC et de la CGE. CGEE-Alsthom prend le nom de Cegelec.
En 1990, un accord entre CGE et Fiat Group est signé, Alcatel prend le contrôle de Telettra, filiale de Fiat, spécialisée dans les systèmes de transmission, et Fiat devient majoritaire dans la CEAC (Compagnie Européenne d'Accumulateurs). Les Câbles de Lyon acquièrent les Câbleries de Dour (Belgique) et des activités câbles d'Ericsson aux États-Unis. Un accord sur la composition du capital de Framatome est signé, la CGE en détenant 44,12 %. L'effectif d'Alcatel CIT passe de 23 181 salariés en 1978 à 12 443 salariés, nombre prévisionnel pour 1990.

### Renommage en Alcatel-Alsthom (1991–1997)
En 1991, la Compagnie générale d'électricité (CGE) prend la dénomination Alcatel-Alsthom. Alcatel-Alsthom achète la division systèmes de transmission du groupe américain Rockwell Technologies. Câbles de Lyon devient Alcatel Câble et rachète AEG Kabel à l'Allemand AEG. En 1992, Alcatel-Alsthom détient 42% de Framatome constructeur d'une grande partie du parc nucléaire français, le CEA est à 36%, les deux autres actionnaires étant EDF et le Crédit lyonnais. En 1993, Alcatel-Alsthom acquiert STC Submarine Systems, une division de Northern Telecom Europe (qui deviendra Nortel). Alcatel Câble devient leader mondial du câble détenant environ 40 % du marché mondial des câbles sous-marins de télécommunication à fibres optiques. La capacité de production atteindra 30 000 km de câble optique par an.
De 1986 à 1993, Alcatel Alsthom a doublé son chiffre d'affaires et multiplié par sept son bénéfice net. C'est le premier groupe industriel français, qui emploie plus de 200 000 personnes, leader mondial dans ses principales activités (télécoms, matériels électriques, ferroviaires). Le groupe Alcatel-Alsthom a réalisé en 1994 un chiffre d'affaires hors taxes de 167,66 milliards de francs. Le chiffre d'affaires de l'activité de télécommunications constitue près de 45 % du chiffre d'affaires du groupe, la déréglementation dans le secteur des télécommunications introduit une nouvelle compétition dans le secteur. Cette même année le groupe fait face à recul de son bénéfice à 3,6 milliards de francs,,.
Le milieu des années 1990 est marqué par l'Affaire des surfacturations à France Télécom qui coûte son poste au PDG Pierre Suard,. En 1995, Serge Tchuruk devient Président-directeur général d'Alcatel-Alsthom. Après un audit, Serge Tchuruk annonce les premières pertes de l'histoire d'Alcatel-Alsthom : 1,2 milliard de francs au premier semestre 1995, 12 milliards de francs de provisions pour charges de restructurations et la même somme pour des dépréciations d'actifs. Finalement, le groupe finit l'année avec un déficit de 25,6 milliards de francs.
Pour se dégager de l'image de conglomérat peu appréciée des milieux financiers, Alcatel-Alsthom vend L'Express à la Compagnie européenne de publications et cède pour 2 milliards d'euros d'activités.
Le groupe est réorganisé en deux entités distinctes : le groupe Alcatel, fournisseur de réseaux de télécommunications terrestres (filaires et radio), sous-marins et satellites ; et le groupe Alstom (Énergie et transport ferroviaire) qui sera introduit en bourse à la suite d'une opération avec GEC et deviendra indépendant. Un cycle d'investissements massifs commence dans les réseaux des opérateurs, ce qui fait le bonheur des équipementiers (Bulle Internet 1995-2000). La croissance rapide de l’Internet fait qu'une part non négligeable des achats des opérateurs se font dans l'optique et l'IP, les grandes multinationales des télécoms se livrent une guerre sans merci à coups de milliards de dollars pour prendre le contrôle de jeunes sociétés ayant les savoir-faire technologiques requis. Elles achètent souvent trop cher et, parfois, sans réelle stratégie, simplement pour imiter les concurrents. Le prix des acquisitions flambe.

### Recentrage sur les télécoms, le groupe se renomme Alcatel (1998)
En 1998, Alcatel-Alsthom décide avec GEC de vendre en bourse la majorité (52 %) du capital de GEC-Alsthom, chacun en conservant 24 %. Celle-ci, ainsi indépendante, décide de prendre le nom d'Alstom, sans « h ». Alcatel-Alsthom, quant à elle, reprend le nom Alcatel. Elle ne compte plus alors que 75 000 salariés. Serge Tchuruk entreprend de réorganiser la société pour la recentrer sur les télécommunications.
En 1998, Alcatel acquiert la société DSC pour 26 milliards de francs, fortement implantée auprès des opérateurs américains, les sociétés américaines Packet Engines pour 315 millions de dollars, Xylan pour 2 milliards de dollars. La même année, Alcatel acquiert Assured Access pour 350 millions de dollars et Internet Devices, spécialisées dans les réseaux et solutions pour l'Internet. Le 17 septembre 1998, à la suite d'un avertissement sur ses résultats, Alcatel subit une chute de 38 % de sa cotation journalière au CAC 40. Sur le mois de septembre 1998, l'action perd 55 % de sa valeur (Alcatel porté ensuite par la bulle Internet effacera cette chute en quelques mois),.
En mars 1999, l'entreprise annonce 12 000 suppressions d'emplois en deux ans, qui s'ajoutent aux 30 000 postes supprimés depuis 1995. La filiale d'électricité Cegelec est revendue à Alstom pour plus de 500 millions d'euros. En juillet 1999, Alcatel cède le contrôle de Framatome à la Cogema qui en devient l'actionnaire industriel de référence. Alcatel porte sa participation dans Thomson-CSF à 25,3 % et réduit sa participation dans Framatome à 8,6 %.

### Bulle internet et ventes d'actifs non stratégiques (2000–2003)
De juin 1998 à février 2000, Alcatel dépense plus de 14 milliards d'euros, devenant le principal investisseur européen dans les hautes technologies américaines,.
En 2000, Alcatel acquiert la société canadienne Newbridge, un des derniers grands indépendants du secteur, leader mondial des réseaux en technologie ATM pour 7 milliards de dollars. Toujours en 2000, avec une part de marché de 56 %, Alcatel est le numéro un mondial dans la technologie d'accès réseau large bande ADSL, permettant la navigation internet à partir de la ligne téléphonique des abonnés des opérateurs historiques en premier lieu. Il vend l'activité modem DSL grand public à Thomson Multimedia, actuelle Vantiva, anciennement Technicolor. Alcatel acquiert la société américaine Genesyslab, leader mondial des centres de contact, et la société canadienne Innovative Fibers, leader mondial des filtres optiques en DWDM.
Au début des années 2000, la bulle Internet éclate, les équipementiers telecom sont surendettés par rapport à la capitalisation boursière en forte baisse sur les années 2000-2002. Dans le même temps, les chiffres d'affaires des équipementiers plongent, celui d'Alcatel de plus de 40 %. Comme les autres équipementiers, Alcatel est fragilisé, par la politique de crédit fournisseur aux opérateurs bousculés par la crise (t2,5 milliards de dollars de risque). L'engagement peut être encore plus important par exemple pour 360networks dont Alcatel est à la fois le fournisseur et l’actionnaire à hauteur de 700 millions de dollars. 360networks fait faillite en juillet 2001. À la suite de cet éclatement, Alcatel est contrainte de passer des provisions et des dépréciations d'actifs de plus de 3 milliards d'euros. (19,68 milliards de francs) en 2001 (stock et composants accumulés, dépréciation de la valeur de la participation dans l'opérateur canadien 360networks, survaleur des acquisitions de Xylan et de Packet Engines).
Au 31 décembre 2000, Alcatel emploie 131 598 salariés dans le monde, répartis principalement en Europe, aux Etats-Unis et en Asie. Environ 29 % de ses salariés se trouvent en France, soit 38 300 personnes, dans plus de 20 établissements différents, 13 % en Allemagne, soit 17 000 salariés, et 28 % dans le reste de l'Europe.
Serge Tchuruk annonce qu'il souhaite faire d'Alcatel une « entreprise sans usine » (dite fabless). Le dirigeant se donne dix-huit mois pour passer de 120 usines à 12,,. En 2001, Alcatel introduit en bourse Alcatel Câbles, sa filiale « câbles de cuivre et composants » qui deviendra Nexans (Alcatel conserve 20 % du capital). Alcatel maintient dans son giron l'activité « câbles de télécommunications sous-marins » : Alcatel Submarine Networks Toujours en 2001, Alcatel cède de sa participation de 24 % dans Alstom. Le groupe acquiert 48,83 % d'Alcatel Space détenus par Thales portant ainsi la participation d'Alcatel à 100 %. Sa participation dans Thales est réduite à 20 %, via une cession de 4,2 % de sa participation dans Thales. Alcatel cède sa participation de 2,2 % dans Areva (ex-Framatome).
En 2002, Alcatel finalise l'acquisition d'Astral Point Communications, société américaine spécialisée dans les systèmes métropolitains optiques SONET de prochaine génération. Il cède ses activités microélectroniques à STMicroelectronics. Il sort du capital de Thomson (ex TMM). À la suite de la stratégie « fabless » du Président en pleine bulle Internet, l'usine de Brest est vendue à Jabil Circuits après un audit économique et social mené par Cluny Finance (« due diligences »). Alcatel prend le contrôle de 50 % d'Alcatel Shanghai Bell, finalise l'acquisition de Telera, cède 10,3 millions de titres Thales, ramenant ainsi la participation d'Alcatel de 15,83 % à 9,7 %, et cède de 1,5 million de titres Nexans, ramenant la participation d'Alcatel de 20 % à 15 %. Alcatel Shanghaï Bell (ASB) est créée en 2002. La co-entreprise dont Alcatel a le contrôle regroupe toutes ses activités de télécommunications en Chine. À la bourse de Paris, le CAC 40 perd 60 %, entre son pic du 4 septembre 2000 et le 1er octobre 2002. Il cède 18 % sur le seul mois de juillet. Les trois sociétés les plus touchées sont les trois plus endettées : France Télécom, Vivendi et Alcatel perdent chacune plus de 90 % en 2002. En 2003, Alcatel, vend 50 % de sa participation dans Atlinks, un fabricant de téléphones résidentiels, à Thomson. Il vend sa division composants optiques (Optronics SA) à Avanex, entreprise californienne. Alcatel vend Saft (une division du groupe spécialisée dans les batteries) pour 390 millions d'euros à Doughty Hanson. Alcatel acquiert iMagicTV, fournisseur canadien d'applications et de services qui permettent au fournisseur de service de créer, de distribuer et de gérer la télévision numérique et les services média sur les réseaux haut débit. Il acquiert également TiMetra société privée basée dans la Silicon Valley, qui produit des routeurs.
Alcatel est le numéro un mondial pour le déploiement de câble sous-marins de télécommunications par sa filiale Alcatel Submarine Networks qui possède ces propres navires câbliers.
Entre 2000 et 2003, pour Alcatel les coûts sont réduits de 40 % et les effectifs sont divisés par deux.

### Co-entreprise avec TCL (2004–2005)
En 2004, Alcatel et TCL Communication Technology Holdings Limited forment une coentreprise de téléphonie mobile. Cette nouvelle société est détenue à 55 % par TCL et 45 % par Alcatel. Alcatel apporte à Draka Comteq B.V. ses activités de fibres optiques et de câbles de communications. Draka détient 50,1 % et Alcatel 49,9 % de cette nouvelle société. Alcatel acquiert la société américaine eDial, un leader dans la fourniture de services de conférence et de collaboration pour les sociétés et les compagnies de téléphonie. Alcatel vend 7,1 millions d'actions d'Avanex, ramenant sa participation sous 20 %. Alcatel finalise l'acquisition de la société américaine Spatial Communications (connu sous le nom de Spatial Wireless), un leader dans la fourniture des logiciels et des solutions de switchs mobiles multi-standard. En novembre, Alcatel rachète la société française Right Vision basée à Sophia Antipolis, leader dans le domaine des Internet Appliances. Le but de cette acquisition est la fourniture de solutions de convergence voix/données.
À la suite de son recentrage sur les télécommunications et du choix stratégique d'être une entreprise sans usine, l’Alcatel-Alsthom de 1995, pesant 25 milliards d’euros et regroupant 192 000 employés, est devenu Alcatel avec un chiffre d’affaires 2004 à peine supérieur à 12 milliards d’euros et 56 000 employés.
En 2005, les entreprises chargées du déploiement du système de localisation par satellite Galileo sont désignées le 27 juin 2005 : Alcatel, EADS, Finmeccanica et Thales. Alcatel et Finmeccanica créent le leader européen des satellites, et le 3e groupe mondial : Alcatel Alenia Space. Le désengagement total d'Alcatel du capital de Nexans est effectif en 2005. Le bilan du recentrage du groupe, durant la décennie 1995-2005, vers les télécommunications, est défavorable sur les plans industriels, valeurs, sociaux,.

### Fusion entre Alcatel et Lucent (2006)
En avril 2006, Alcatel et l'Américain Lucent Technologies annoncent leur fusion, donnant naissance au numéro 2 des infrastructures de télécommunications. Le chiffre d'affaires du nouveau groupe sur la base des données de 2005 est de 25 milliards de dollars derrière Cisco (28 milliards de dollars) mais devant Ericsson (21,9 milliards de dollars), Siemens (16,2 milliards de dollars) et Nortel (11,1 milliards de dollars). Au même moment, Thales acquiert l’activité spatiale et satellites d’Alcatel, contre une montée d’Alcatel à 21,6 % dans son capital, Thales récupère la participation des 2/3 d’Alcatel dans Alcatel Alenia Space et celle du 1/3 d’Alcatel dans Telespazio. Les parts complémentaires restent détenues par Finmeccanica.
Le 1er décembre 2006, l'achat de Lucent Technologies par Alcatel devient effectif, sous le nom Alcatel-Lucent. Patricia Russo devient directrice générale du groupe, Serge Tchuruk devient président du conseil d'administration - président non exécutif,,.
Le groupe n'emploie plus que 28 % de ses effectifs en France et n'y réalise que 12 % de son chiffre d'affaires. La répartition géographique des activités du nouveau groupe apparaît très équilibrée avec un chiffre d’affaires réalisé pour 35 % en Europe, 34 % en Amérique du Nord et 31 % dans la zone Asie et le reste du monde. Serge Tchuruk fait le choix, partant d'un groupe diversifié, de miser sur les équipements télécoms, de mettre en œuvre l’idée qu’un groupe comme Alcatel devait se concentrer sur la recherche et le développement, et abandonner la production aux marges plus faibles aux industriels des pays émergents au risque, d'affaiblir l'entreprise, en perdant son savoir-faire, de rater les virages technologiques et finir par détruire des postes dans la recherche et développement,,.

## Poursuites de la SEC
Dans les années 2000, le groupe Alcatel est accusé par la Securities and Exchange Commission (SEC) d'avoir versé des pots de vin à des représentants du gouvernement de pays tels que le Costa Rica, le Honduras, Taïwan et la Malaisie pour décrocher ou conserver des contrats représentant des dizaines de millions de dollars. Le scandale a éclaté en 2004, deux ans avant la fusion avec l’américain Lucent, et que l’acte d’accusation se concrétise en 2008. En 2010, le groupe Alcatel-Lucent accepte de verser plus de 137 millions de dollars afin de solder à l'amiable ces accusations de la justice américaine,.

## Devenir des anciennes entités d'Alcatel
En 2024, les anciennes entités d'Alcatel, ainsi que la marque (appartenant à Nokia) subsistent de la manière suivante :
- Alcatel CIT forme la division Networks de Nokia France ;
- Alcatel Câbles, sa division spécialisée dans les câbles de cuivre et composants est devenue Nexans ;
- Alcatel Saft, sa division spécialisée dans les batteries de haute technologie est redevenue Saft, filiale de TotalEnergies ;
- Alcatel Mobile, nom commercial de TCT Mobile Europe, spécialisée dans les téléphones mobiles, est une filiale de TCL Corporation ;
- Alcatel Home and Business, nom commercial de Atlinks France, est spécialisée dans les téléphones fixes ;
- Alcatel Space, alors l'un des leaders mondiaux est devenu Thales Alenia Space, filiale de Thales ;
- Alcatel Optronics, cédé à Avanex, est devenu 3SP Technologies ;
- Alcatel-Lucent Enterprise, filiale de China Huaxin Technologies spécialisée dans les solutions et services de télécommunications d'entreprise : Communications Platform as a Service, PABX, IP PABX, Passive Optical LAN, réseaux Ethernet, commutateurs d'accès, Modules de sécurité IP ;
- Alcatel Submarine Networks, sa division spécialisée dans la fabrication, la pose de câbles de télécommunications sous-marins et la fourniture des systèmes de gestion associés est l'une des dernières entités qui subsiste avec le nom Alcatel ; L'état français en a repris le contrôle par son rachat de 80% des actions à Nokia.

## Direction
Présidents-directeurs généraux
- Jean-Marie Louvel : 1965-1970
- Ambroise Roux : 1970-1982
- Jean-Pierre Brunet : 1982-1984
- Georges Pébereau : 1984-1986
- Pierre Suard : 1986-1995
- Serge Tchuruk : 1995-2006

## Informations financières

### Données financières
| Années                      | 2002   | 2003   | 2004   | 2005   | 2006 Fusion Lucent |
| --------------------------- | ------ | ------ | ------ | ------ | ------------------ |
| Chiffre d'affaires          | 16 550 | 12 513 | 12 265 | 13 135 | 12 282             |
| Résultat d'exploitation     | NC     | 332    | 978    | 1 189  | (146)              |
| Résultat net part du groupe | (NC)   | (1944) | 281    | 930    | (61)               |
| Capitaux propres            | 5 000  | 3 365  | 3 150  | eNC    | 15 467             |
| Dettes financières          | -350   | NC     | -750   | eNC    | (5048)             |
| EBITDA                      | 283    | 937    | 1421   | 1770   | NC                 |

### Indices Développement durable
Alcatel était coté dans quatre indices développement durable majeurs : Dow Jones Sustainability World (depuis septembre 2005), FTSE4Good (depuis 2002), ASPI Eurozone (depuis septembre 2005) et Ethibel (depuis janvier 2005). Le groupe a été évalué par ces indices en termes de gouvernance d'entreprise, de politique de ressources humaines, de responsabilité sociale dans la chaîne d'approvisionnement, de gestion de l'environnement, de réduction de la fracture numérique, de dialogue avec les parties prenantes et de citoyenneté d'entreprise. L'entrée dans ces indices est la reconnaissance de l'engagement de l'entreprise pour concilier développement économique et responsabilités sociales et environnementales et mettre en œuvre des plans d'action efficaces en accord avec les principes du Pacte Mondial des Nations unies.

### Données boursières
- Actions cotées à la bourse de Paris
- Membre de l'indice CAC 40
- Poids dans l'indice CAC 40
- Code Valeur ISIN = FR0000130007 (Note : ce code est conservé par Alcatel-Lucent)
- Valeur nominale = euro

| Années                                        | 2004      | 2005      |
| --------------------------------------------- | --------- | --------- |
| Nombre d'actions cotées en millions           | 1 284,32  | 1 304,51  |
| Capitalisation boursière en millions d'euros  | 13 380    | 14 898    |
| Nombre de transactions quotidiennes (moyenne) | 3 300 000 | 2 600 000 |

Alcatel disposait dans ses statuts d'un système de limitation des droits de vote. Selon celui-ci, « un actionnaire ne pourra exprimer en assemblée générale plus de 8 % des voix attachées aux actions présentes ou représentées lors du vote de toute résolution », voire 16 % s'il dispose de droits de vote doubles.

### Actionnaires
Actionnaires principaux
- Brandes investissement (10,05 %)
- Caisse des dépôts et consignations (5,22 %)
- Autocontrôle (4,92 %)
- Fonds commun de placement des salariés (1,95 %)
- Société générale (0,89 %)

## Arts et littérature
La CGE et son histoire sont au centre de Comédies françaises, un roman d’Eric Reinhardt publié en 2020. Le roman est consacré au lobbying et décrit comment Ambroise Roux, patron de la CGE, obtient du président Valéry Giscard d'Estaing en 1974-1975, au début des surfacturations aux PTT, l'abandon du plan Calcul, d'Unidata, de la Délégation Générale à l'Informatique, et du Réseau Cyclades.